# Rajd Safari 1970
Rajd Safari 1970 (18. East African Safari Rally) – rajd samochodowy rozgrywany w Ugandzie od 26 do 30 marca 1970 roku. Była to czwarta runda Międzynarodowych Mistrzostw Producentów w roku 1970. Rajd został rozegrany na nawierzchni szutrowej. 

## Wyniki końcowe rajdu[1]
| Msc. | Kierowca             | Pilot          | Samochód        | Czas     | Strata   |
| ---- | -------------------- | -------------- | --------------- | -------- | -------- |
| 1.   | Edgar Herrmann       | Hans Schüller  | Datsun 1600 SSS | 6:35:00  | -        |
| 2.   | Joginder Singh       | Ken Ranyard    | Datsun 1600 SSS | 7:26:00  | +51:00   |
| 3.   | Bert Shankland       | Chris Rothwell | Peugeot 504     | 8:09:00  | +1:34:00 |
| 4.   | Jamil Din            | Mateen Mughal  | Datsun 1600 SSS | 8:29:00  | +1:54:00 |
| 5.   | Chrissie Michaelides | Lyn Robinson   | Volvo 122 S     | 11:10:00 | +4:35:00 |
| 6.   | Viscount Mandeville  | Stuart Allison | Triumph 2.5PI   | 11:10:00 | +4:35:00 |
| 7.   | Mike Kirkland        | John Rose      | Datsun 1600 SSS | 11:38:00 | +5:03:00 |
| 8.   | Roger Harris         | Peter Austin   | Peugeot 504     | 12:42:00 | +6:07:00 |
| 9.   | Chris Little         | Jack Esnouf    | Peugeot 304     | 13:30:00 | +6:55:00 |
| 10.  | Zbigniew Nowicki     | Paddy Cliff    | Peugeot 504     | 14:26:00 | +7:51:00 |